# Ньюберг (Орегон)
Ньюберг (англ. Newberg) — місто (англ. city) в США, в окрузі Ямгілл штату Орегон. Населення — 25 138 осіб (2020).

## Географія
Ньюберг розташований за координатами 45°18′25″ пн. ш. 122°57′37″ зх. д. / 45.30694° пн. ш. 122.96028° зх. д. (45.307067, -122.960150).  За даними Бюро перепису населення США в 2010 році місто мало площу 15,04 км², уся площа — суходіл.

### Клімат
| Клімат : Ньюберг             | Клімат : Ньюберг | Клімат : Ньюберг | Клімат : Ньюберг | Клімат : Ньюберг | Клімат : Ньюберг | Клімат : Ньюберг | Клімат : Ньюберг | Клімат : Ньюберг | Клімат : Ньюберг | Клімат : Ньюберг | Клімат : Ньюберг | Клімат : Ньюберг | Клімат : Ньюберг |
| Показник                     | Січ.             | Лют.             | Бер.             | Квіт.            | Трав.            | Черв.            | Лип.             | Серп.            | Вер.             | Жовт.            | Лист.            | Груд.            | Рік              |
| Середній максимум, °C        | 7,8              | 10,6             | 13,3             | 16,1             | 19,4             | 22,8             | 26,1             | 26,7             | 23,9             | 17,8             | 11,1             | 7,8              | 17,0             |
| Середній мінімум, °C         | 1,1              | 1,7              | 2,8              | 4,4              | 7,2              | 10,6             | 12,2             | 12,2             | 10,0             | 6,1              | 3,9              | 1,7              | 6,2              |
| Норма опадів, мм             | 148              | 123              | 103              | 71               | 57               | 41               | 17               | 21               | 42               | 74               | 154              | 163              | 1015             |
| ---------------------------- | ---------------- | ---------------- | ---------------- | ---------------- | ---------------- | ---------------- | ---------------- | ---------------- | ---------------- | ---------------- | ---------------- | ---------------- | ---------------- |
| Джерело: The Weather Channel |                  |                  |                  |                  |                  |                  |                  |                  |                  |                  |                  |                  |                  |

## Демографія
Згідно з переписом 2010 року, у місті мешкало 22 068 осіб у 7736 домогосподарствах у складі 5398 родин. Густота населення становила 1468 осіб/км².  Було 8265 помешкань (550/км²).
Расовий склад населення:
| - 85,9 % — білих - 2,2 % — азіатів - 0,8 % — корінних американців - 0,8 % — чорних або афроамериканців - 0,2 % — вихідців з тихоокеанських островів - 7,0 % — осіб інших рас |

До двох чи більше рас належало 3,1 %. Частка іспаномовних становила 13,5 % від усіх жителів.
За віковим діапазоном населення розподілялося таким чином: 25,2 % — особи молодші 18 років, 62,8 % — особи у віці 18—64 років, 12,0 % — особи у віці 65 років та старші. Медіана віку мешканця становила 32,8 року. На 100 осіб жіночої статі у місті припадало 94,7 чоловіків;  на 100 жінок у віці від 18 років та старших — 90,8 чоловіків також старших 18 років.
Середній дохід на одне домашнє господарство  становив 63 962 долари США (медіана — 50 039), а середній дохід на одну сім'ю — 67 289 доларів (медіана — 56 765). Медіана доходів становила 47 443 долари для чоловіків та 37 866 доларів для жінок. За межею бідності перебувало 20,5 % осіб, у тому числі 28,1 % дітей у віці до 18 років та 3,9 % осіб у віці 65 років та старших.
Цивільне працевлаштоване населення становило 11 061 осіб. Основні галузі зайнятості: освіта, охорона здоров'я та соціальна допомога — 24,3 %, виробництво — 16,4 %, мистецтво, розваги та відпочинок — 12,4 %, роздрібна торгівля — 10,5 %.